# Albion (Illinois)
Albion è un comune (city) degli Stati Uniti d'America, capoluogo della Contea di Edwards, in Illinois; al censimento del 2000, la popolazione era di 1 933 abitanti. È la città con più allevatori di maiali in tutti gli Stati Uniti.

## Geografia fisica
Albion si trova alle coordinate 38°22′38″N 88°03′40″W. Qui si incrociano la Illinois Route 130 e la Illinois Route 15. Secondo il censimento del 2010, la città ha un'area totale di 5,7 km², di cui 5,6 km² (o 97,73%) sono terra e 0,13 km² (o 2,27%) sono acque interne.

## Storia
Albion è stata fondata subito dopo la fine della guerra anglo-americana del 1812 da una colonia di inglesi guidati da George Flower. I coloni americani della Contea di Edwards, la maggior parte dei quali veterani di quella guerra, per lo più provenienti dal Kentucky, guardavano con sospetto gli inglesi.
Flower giunse in America nel 1816. Lui e Morris Birkbeck, un altro inglese, si incontrarono e decisero di esplorare la parte occidentale del paese con l'idea di fondare una colonia di loro connazionali. Dopo un lungo viaggio attraverso Ohio, Indiana e Illinois, erano così impressionati dalla bellezza della campagna intorno a Boultinghouse Prairie che capirono di aver trovato ciò che stavano cercando. Comprarono tutto il terreno che potevano permettersi, e alla fine portarono dall'Inghilterra oltre 200 coloni, £ 100.000 in capitale, e fecero un'accurata scelta di bestiame e attrezzi agricoli. La zona divenne noto come English Settlement (la colonia inglese).
Nel 1824, il capoluogo della Contea di Edwards è stato spostato da Palmyra ad Albion. Gli abitanti di Mount Carmel ritenevano che il capoluogo dovesse essere Mount Carmel e non Albion. Quattro compagnie militari hanno marciato da Mount Carmel ad Albion per impossessarsi dei documenti custoditi nel tribunale. La situazione è stata risolta separando la Contea di Wabash dalla Contea di Edwards a Bon Pas Creek nel 1824.

## Società

### Evoluzione demografica
Al censimento del 2000, c'erano 1 933 abitanti, 861 nuclei famigliari e 538 famiglie residenti. La densità di popolazione era di 903.8 persone per miglio quadrato (348.8/km²). C'erano 957 unità abitative ad una densità media di 447,5 per miglio quadrato (172.7/km²). La composizione razziale era 98.71% bianchi, 0,16% afroamericani, 0,10% nativi americani, 0,57% asiatici, 0,21% di altre razze, e 0,26% da due o più razze. Ispanici e latini di ogni razza erano lo 0,57% della popolazione.
C'erano 861 nuclei abitativi, di cui 26.7% avevano bambini di età inferiore ai 18 anni che vivevano con loro, il 51,5% erano coppie sposate che vivevano insieme, il 9,5% aveva un capofamiglia donna senza marito, ed il 37,4% erano non-famiglie. Il 34,5% di tutte le famiglie erano composti da singoli e il 19,4% aveva anziani di età maggiore di 65 anni che viveva da solo. La dimensione media dell'unità abitativa era di 2.20 persone per famiglia, e le dimensioni medie della famiglia erano di 2,82 persone per famiglia.
Il 21.6% della popolazione aveva un'età minore ai 18 anni, il 7,3% tra i 18 e i 24, il 24,0% tra i 25 e i 44, il 22,8% tra i 45 e i 64 e il 24,3% di 65 anni e più. L'età media era di 43 anni. Per ogni 100 femmine c'erano 83.7 maschi. Per ogni 100 femmine di età 18 anni, c'erano 80,3 maschi.
Il reddito medio di un nucleo abitativo nella città era di $ 29.476 ed il reddito medio di una famiglia era di $ 36.917. I maschi avevano un reddito medio di $ 26.182 contro i $ 17.375 delle femmine. Il reddito pro capite era di $ 14.747. 
Circa l'8,6% delle famiglie e il 12,2% della popolazione totale eran sotto la soglia di povertà, compreso il 19,0% dei minori di 18 anni e il 9,3% degli over 65.